# Символ азербайджанского маната
Символ или знак азербайджанского маната (₼) — типографский символ, который входит в группу «Символы валют» (англ. Currency Symbols) стандарта Юникод и называется «Символ маната» (англ. Manat sign); код — U+20BC. Используется для представления национальной валюты Азербайджана — маната.
Характерные символы, выполняющие эти функции: ₼ • man. • ман.. Кроме того, для краткого представления маната используются коды стандарта ISO 4217: с 2006 года AZN и 944, ранее AZM и 031.

## Начертание
Символ «₼» представляет собой стилизованную строчную латинскую букву «m» в виде полукруга, перечёркнутого одной вертикальной или диагональной линией. Конкретное начертание зависит от шрифта, использованного для вывода символа.

## Использование в качестве сокращения названий денежных единиц

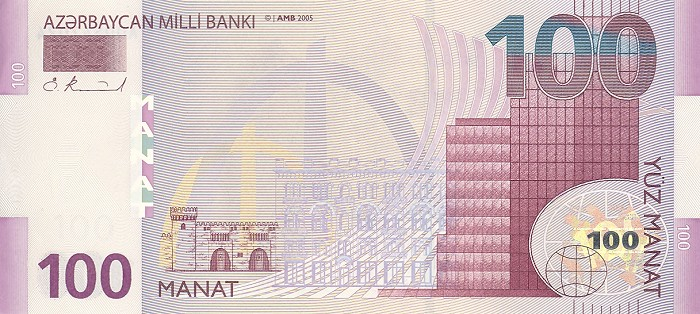
Лицевая сторона банкноты достоинством 100 манатов с изображением символа национальной валюты Азербайджана

Символ «₼» используется для представления национальной валюты Азербайджана — маната (азерб. Manat). Он появился в качестве одного из элементов оформления лицевой стороны банкноты достоинством 100 манатов, выпущенной в обращение в январе 2006 года. Дизайн денежных знаков и символа национальной валюты Азербайджана был выполнен австрийским дизайнером Робертом Калиной, который известен также разработкой оформления последней серии австрийских шиллингов и первых евробанкнот.